# Wedung
Il wedung (noto anche come wedoeng o wedong) è un coltello tradizionale indonesiano, usato principalmente da Giavanesi e Balinesi.

## Descrizione
Il wedung è un'arma simile ad un corto machete (bendho). La lama ha il dorso diritto e il lato tagliente a forma di "S"; il dorso può occasionalmente essere affilato per circa un terzo della propria lunghezza. La base della lama è solitamente decorata con dentellature dette grengren o con un buco circolare detto kembang kacang. Inoltre possono essere presenti decorazioni ad intarsio che rappresentano il naga, un drago mitologico, o motivi floreali. Tra il manico e la lama è presente una ghiera in metallo a sezione pentagonale (metok). La corta impugnatura, che negli esemplari di provenienza giavanese ha anch'essa sezione pentagonale, forma un'estensione del metok. Il manico è solitamente in legno ma può essere realizzato anche con altri materiali come l'avorio. La sua parte superiore è appiattita. Gli esemplari di provenienza balinese hanno una forma più stretta e in genere sono decorati più riccamente. Il manico e il metok degli esemplari balinesi, inoltre, hanno sezione rotonda invece che pentagonale e possono presentare cesellature. Il fodero è in legno e solitamente ha una forma che ricorda quella della lama, ma può avere una parte rettangolare; l'imboccatura ha un bordo allargato. Nella parte posteriore il fodero ha una sorta di protuberanza a forma di corno, detta sangkletan, con cui l'arma può essere assicurata alla cintura. Questo uncino è attaccato al fodero con stringhe di rattan, corno o metallo. Negli esemplari più pregiati il fodero può presentare uno o due rilievi d'oro o d'argento di forma arrotondata o a forma di virgola.

## Impiego
Il wedung è tradizionalmente portato da tutti i capi in presenza di un sovrano. È portato nel palazzo (kraton) come simbolo di sottomissione al sultano per svolgere lavori umili come tagliare arbusti o erba. È quindi usato non più come una vera arma ma piuttosto come uno strumento da lavoro e viene portato sull'anca sinistra anche per scopi decorativi. A differenza del kriss che è di appannaggio esclusivamente maschile, il wedung può essere portato anche dalle donne nel kraton.